# CBMT
CBMT was een Externe Dienst voor Preventie en Bescherming op het Werk in België, met de hoofdzetel in Brussel (België). Ze was sinds 1968 actief.

## Situering
CBMT was een van de grotere externe diensten voor preventie en bescherming op het werk in België.
Zij zorgde voor de periodieke medische onderzoeken van onderworpen werknemers, en op het gebied van risicobeheersing voor de domeinen ergonomie, psychosociale belasting, bedrijfsgezondheidszorg, hygiëne & toxicologie, arbeidsveiligheid.
CBMT is op 1 april 2011 gefuseerd met de EDPB Attentia.
Adhesia · Attentia · CLB EDPB  · Certimed · CESI · Corporate Prevention Services (CPS) · IDEWE · Mediwet · Mensura · Premed · Provikmo · Securex · SPMT-ARISTA